# رابرت کانکوئست
جوروج رابرت اکورت کانکوئست (۱۵ ژوئیه ۱۹۱۷ – ۳ اوت ۲۰۱۵) مورخ بریتانیایی–آمریکایی بود. بیشترین شهرت او به دلیل نگارش کتاب‌هایی دربارهٔ تاریخ شوروی سابق است. کانکوئست در آغاز هوادار رژیم کمونیستی شوروی بود ولی پس از سفر به این کشور در دهه ۱۹۳۰، جزو منتقدان نظام کمونیستی شد. او مشاور غیررسمی مارگارت تاچر نخست وزیر انگلیس بود. رابرت در سال ۲۰۰۵ مدال آزادی را از جرج دبلیو بوش دریافت نمود.
مهم‌ترین اثر او، وحشت بزرگ بود که دربارهٔ تصفیه‌های خونین در دوران حکومت استالین است.